# Rivière Cachée (vattendrag i Kanada, Québec, lat 46,15, long -73,05)
Rivière Cachée är ett vattendrag i Kanada.   Det ligger i provinsen Québec, i den sydöstra delen av landet, 220 km öster om huvudstaden Ottawa.
Trakten runt Rivière Cachée består till största delen av jordbruksmark. Runt Rivière Cachée är det ganska glesbefolkat, med 29 invånare per kvadratkilometer.